# Kaiser-Franz-Joseph-Ambulatorium

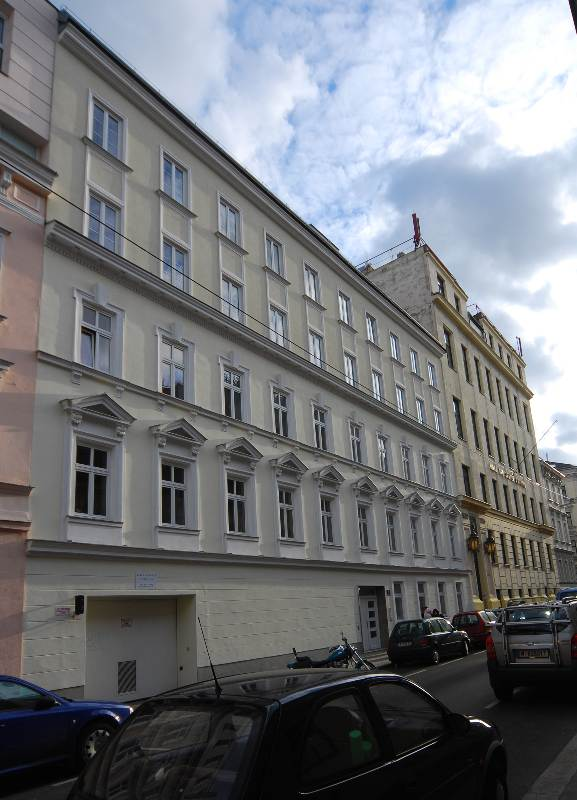
Ehemaliges Kaiser Franz Joseph-Ambulatorium und Jubiläumsspital

Das Kaiser-Franz-Joseph-Ambulatorium (ursprünglich Mariahilfer Ambulanz) in der Sandwirtgasse 3–5 im 6. Wiener Gemeindebezirk war ein Ambulatorium in Mariahilf. Ihm wurden später ein Krankenhaus und eine Ausbildungsstätte für Medizinstudenten angeschlossen. Der Name lautete ab 1912 Kaiser-Franz-Joseph-Ambulatorium und Jubiläumsspital.

## Geschichte
Im Jahr 1874 gründeten 10 Doktoren, darunter Jakob Welcker, Heinrich Stanieck, Friedrich Fieber, Leopold Domeny und Carl von Rokitansky, einen Verein und anschließend ein Ambulatorium, um der armen Bevölkerung von Mariahilf medizinische Behandlungen zu ermöglichen. Erster Standort der Mariahilfer Ambulanz war das Haus Mariahilfer Straße 57, wo man sich einmietete und der erste Direktor war Jakob Welcker. 1876 folgte ihm Heinrich Stanieck nach, der dieses Amt bis 1885 ausübte.
Die beiden Urologischen Abteilungen, die am Kaiser Franz Joseph-Ambulatorium bestanden, erhielten 1907 neue Primarärzte, nämlich Hugo Schüller und Georg Kapsammer.
1885 übersiedelte die Mariahilfer Ambulanz in die Esterhazygasse 31. Im gleichen Jahr wurde Leopold Domeny der dritte Direktor. Anlässlich des 40-jährigen Regierungsjubiläums von Kaiser Franz Joseph I. durfte das Ambulatorium in Kaiser Franz Joseph-Ambulatorium umbenannt werden.
Um endlich über eigene Räumlichkeiten verfügen zu können, wurde das Haus Sandwirtgasse 3 erworben. Hier wurden drei Wartezimmer und sieben Behandlungsräume eingerichtet. Außerdem verfügte es über einen Operationssaal, ein Labor und einen Hörsaal für Vorlesungen.
Dem Wunsch, hier auch die Möglichkeit zu schaffen, Patienten stationär aufzunehmen, konnte von den zuständigen Stellen wegen der räumlichen Situation keine Folge geleistet werden, so dass auf dem Nachbargrundstück Sandwirtgasse 5 nach Plänen des Architekten Moses Max Löw ein Krankenhaus mit 44 Betten errichtet wurde, das am 2. Dezember 1912 eröffnet wurde. Während des Ersten Weltkriegs wurde es dem Roten Kreuz als Lazarett zur Verfügung gestellt.
Die Wirtschaftskrise traf auch die von Spendengeldern abhängige Anstalt hart. So musste etwa 1934 wegen Geldmangels die bisherige öffentliche Ausspeisung eingestellt werden.
Nach dem Anschluss Österreichs an das Dritte Reich wurde am 25. November 1938 das Mariahilfer Ambulatorium und das zugehörige Spital von der Stadt Wien übernommen, die eine Übergabe an die Hauptversorgungsanstalt Ostmark plante. Genutzt wurden die Gebäude als staatliche Untersuchungsstelle für Staatsbeamte und als Reservelazarett. Zwischen 1947 und 1950 war es von der französischen Besatzungsmacht belegt, die es als Spital für Frauen der französischen Militärmacht nutzten. Danach standen die beiden Gebäude leer.
1954 wurde es von der Österreichischen Jungarbeiterbewegung erworben und in ein Studentinnen- und Studentenwohnheim umgebaut.
Das Mariahilfer Ambulatorium war sowohl Standort einer von 17 Mutterberatungsstellen der Volkspatenschaft als auch der Fürsorgestelle für Lungenkranke für den VI. und VII. Bezirk. An dieser Fürsorgestelle waren neben den beiden Ärzten zwei Fürsorgerinnen und eine Hilfsfürsorgerin beschäftigt. Außerdem versahen hier Schülerinnen der sozialen Frauenschule, die zu Ausbildungszwecken hier dienstzugeteilt waren, Dienst.
Als wesentliches Identitätsmerkmal der Stadt Wien sind die Gebäude des ehemaligen Kaiser Franz Joseph-Ambulatorium und Jubiläumsspital in den Wiener Kulturgüterkataster aufgenommen worden.

## Ausbildungsstätte
Da die hier unentgeltlich tätigen Ärzte immer häufiger ihre Vorlesungen aus dem Lektionskatalog der Universität Wien hierher verlegten, bekam das Kaiser Franz Joseph-Ambulatorium und Jubiläumsspital bald eine ähnliche Funktion wie die Wiener Poliklinik, auch wenn die Ausbildungsstätte in Mariahilf wegen der Entfernung von der Universität nicht so gut angenommen wurde.
Außerdem wurden von den hier tätigen Ärzten zahlreiche wissenschaftliche Arbeiten in deutschsprachigen Fachzeitschriften, aber auch in Frankreich und Argentinien veröffentlicht.

## Prominente Ärzte
Zu den prominentesten Ärzten, die hier tätig waren, gehört Alfred Adler. Er richtete 1927 in einem Behandlungsraum als ständiges individualpsychologisches Ambulatorium ein und wurde 1929 medizinischer Leiter des Kaiser Franz Joseph-Ambulatoriums und Jubiläumsspitals. Weiters waren hier Lydia Sicher und Margarete Hilferding tätig.
- Hermann Schlesinger als Kurator
- Alfred Perutz als Abteilungsvorstand
- Maximilian Steinberg als Abteilungsvorstand
- Emil Jahoda als Abteilungsvorstand

## Statistik
Im Gründungsjahr 1874 wurden 2.692 Patienten behandelt, 1934 waren es bereits 26.112. Insgesamt waren es in diesem Zeitraum 1.435.189 Personen.

## Bettenstifter
Auch am Kaiser Franz Joseph-Ambulatorium und Jubiläumsspital in der Sandwirtgasse 3 – 5 in Wien-Mariahilf gab es die Bettenstiftung zur Finanzierung des Krankenhausbetriebs. Im 1935 erschienenen ärztlichen Bericht über das Jahr 1934 wurden, da das Stiftungskapital durch die Inflation völlig entwertet war, die Bettstiftungen im Wert von mindestens 15.000 Schilling nur noch aus historischen Gründen genannt:
- Theodor Ritter von Taussig-Stiftung
- Albert Freiherr von Rothschild-Stiftung
- Siegmund und Charlotte Mandl-Stiftung
- Doktor Alfons Thorsch-Stiftung
- Julius Schneider-Stiftung